# Lepidostoma steinhauseri
Lepidostoma steinhauseri är en nattsländeart som beskrevs av Oliver S. Flint Jr. och Bueno-soria 1977. Lepidostoma steinhauseri ingår i släktet Lepidostoma och familjen kantrörsnattsländor. Inga underarter finns listade i Catalogue of Life.